# りみー
りみー（RiMy、1999年4月17日 - ）は、日本の女性TikToker、YouTuber。O型。男女混合のボーカル音楽ユニット「ASOBI同盟」のメンバーとしても活動している。

## 来歴
- 2016年
  - 9月 - 高校2年生のときにArtPoolRecordsに所属[5][6]。
- 2017年
  - 2月 - SHOWROOMにて配信開始[7]。
  - 3月 - 初の路上ライブを実施[8]。
  - 8月 - 大阪府大阪市のライブハウス「FANJ twice」で「登竜門Vol.3」に出演[9]。
  - 11月 - FANJ twiceにて「第17回関西代表シンガー公式決定戦」に出演[10]。
- 2018年
  - 1月 - オーストラリアに短期留学[11]。
  - 3月 - 高校を卒業[12]。
  - 4月 - 近畿大学経営学部に入学。
  - 8月 - 大阪府堺市のクロスモール堺にてライブに出演[13]。
  - 9月 - FANJ twiceにてライブに出演[14]。
  - 11月 - FANJ twiceにて「新人スタッフ岡田やらかしました」に出演[15]。
  - 12月 - FANJ twiceにて「歌姫コレクションSPECIAL」に出演[16]。
- 2019年
  - 3月 - FANJ twiceにて「誤発注vol.2」に出演[17]。
  - 4月 - 大阪市の心斎橋BIGCATにて「BRUSH UP! PROJECT」に出演[18]。
  - 6月 - FANJ twiceにて「一夜限りのアコースティックバンドライブ！」に出演[19]。
  - 7月 - 期間限定3人組ユニット「歌姫コレクション」を結成[20]。「一夜限りのスペシャル生バンドLIVE!!Vol.3に出演[21]。
  - 8月 - 大阪市の長堀橋WAXXにて「YASUHIRO presents pow!pow!pow! vol.3」に出演[22]。
  - 12月 - FANJ twiceにて「歌姫コレクションラストワンマンライブ」を開催[23]。
- 2020年
  - 1月 - 同じ事務所のとくみくすとの初コラボ動画を公開[24][25]。
  - 4月 - とくみくすとオンラインチェキ会×生ライブを開催[26]。
  - 10月 - とくみくす"初"無観客ライブにゲスト出演[27]。
- 2021年
  - 1月 - 小学館発行の「CanCam in 近畿大学」に掲載[28]。
  - 3月 - 「りみーYouTube初無観客ライブ」を開催[29]。
  - 4月 - 同じ事務所のなすお☆との初コラボ動画を公開[30][31]。
  - 5月 - 「りみーYouTube無観客ライブ」を開催[32]。
  - 8月 - とくみくすとASOBI同盟を結成。「YouTube夏祭り無観客ライブ」を開催[33]。
- 2022年
  - 3月 - 近畿大学経営学部を卒業[34]。
  - 5月 - なすお☆と「絶対前世姉妹！絶対前世兄弟！」をリリース[35]。
- 2023年
  - 9月 - 携帯電話ブランドPovoの2周年記念ソングとしてRin音とのコラボ曲「ひとりといっぴき」をリリース[36][37]。
- 2024年
  - 6月 - ベーシストのMINAの「天上天下唯我独尊」の歌ってみた動画を公開[38]。
- 2025年
  - 5月 - 声帯結節療養中であることを公表[39]。光文社が発行する週刊FLASHにて初グラビアに挑戦[40][41]。同時にFLASHデジタル写真集『I am I』を発売。撮影に向けて約1か月間のダイエットを行ったと明かしている[42]。

## 人物
- なすお☆のことを親友、とくみくすのことを相方と呼んでいる。
- 弟が1人いる[43][44]。
- 2020年1月より「コタロー」という名前の犬を飼っている[45][46]。
- 3歳の頃からダンススクールに通っていた。
- ASOBI同盟の楽曲『王様だーれだっ』の振付を担当した[47]。
- 好きな食べ物は白米、お寿司(特にイクラ)、塩タン。
- 苦手な食べ物はトマトと椎茸。
- 趣味は漫画を読むこと。
- ギターとサックスの演奏ができる[48]。
- 中学時代は吹奏楽部に所属していた[49]。
- 高校時代はチアダンス部に所属していた[50]。
- 大学時代は4つのアルバイトを掛け持ちしていた。
- MBTIはENTJ(指揮官)である[51]。

## 書籍

### デジタル写真集
- I am I（2025年5月13日、週刊FLASH）[52]

## ディスコグラフィ

### 配信限定シングル
| 発売日         | タイトル                                                             | 作詞    | 作曲           | レーベル     |
| -------------- | -------------------------------------------------------------------- | ------- | -------------- | ------------ |
| 2020年5月29日  | 空色                                                                 |         |                | SoCo Records |
| 2021年8月27日  | TikTok TikTok                                                        |         |                | SoCo Records |
| 2021年8月29日  | 四つ葉のクローバー                                                   |         |                | SoCo Records |
| 2021年12月24日 | くるみ割り人形                                                       | りみー  |                | SoCo Records |
| 2023年5月6日   | シンデレラレンズ                                                     | りみー  | フクイチモトキ | SoCo Records |
| 2023年7月25日  | 初心者チャレンジャー                                                 | りみー  | kaoruP         | SoCo Records |
| 2023年8月5日   | この物語はフィクションです この物語はフィクションです(Acoustic Ver.) | なすお☆ | とくみくす     | SoCo Records |

### シングル
| 発売日       | タイトル     | レーベル     |
| ------------ | ------------ | ------------ |
| 2018年4月4日 | オトメゴコロ | SoCo Records |

## 受賞歴
- 2021年6月22日、YouTube Creator Awards 銀の盾(Silver Creator Award)[58]